# Karl Tryggvason
Karl Tryggvason (* 1947) ist ein isländischer Mediziner.
Er ist Professor für medizinische Chemie am Karolinska-Institut. Außerdem ist er an der Duke-NUS Medical School in Singapur (einer Kollaboration der Duke University und der nationalen Universität Singapurs).
Er klärte das Versagen der Nieren-Filterfunktion in den Nierenkörperchen aufgrund von verschiedenen Erbkrankheiten, die auf Proteine in der Basalmembran zurückgeführt werden können. Zum Beispiel ist beim Alport-Syndrom das Typ IV Kollagen in der Basalmembran defekt, wie er 1990 entdeckte. Bei Untersuchung einer angeborenen Form des Nephrotischen Syndroms entdeckte er ein neues Protein in der Basalmembran, Nephrin (1998), was auch zu Fortschritten im Verständnis der Nierenfunktion (speziell der Podozyten) führte. Mit seinem Team entdeckte er auch noch viele weitere Proteine der Basalmembran (und klonierte Gene wichtiger Proteine der Basalmembran wie Typ IV Kollagen, Laminin, Perlecan)  und ihre Rolle in genetischen Erkrankungen. So fand er, dass Epidermolysis bullosa junctionalis und angeborene Muskeldystrophie auf Defekte in Laminin zurückgehen.
Er forscht unter anderem an Suszeptibilitätsgenen für diabetische Nierenschäden.
2002 erhielt er den Louis-Jeantet-Preis. Er ist auswärtiges Mitglied der Königlich Schwedischen Akademie der Wissenschaften und seit 2002 ordentliches Mitglied der Academia Europaea.